# Fort de Bicêtre
Le fort de Bicêtre est un ouvrage militaire défensif construit entre 1842 et 1846 sous la monarchie de Juillet et le règne du roi des Français Louis-Philippe Ier, à un moment de tension avec l’Angleterre, sur la commune du Kremlin-Bicêtre. Il fait partie des seize forts détachés du dispositif de protection de Paris décidé par le président du Conseil et ministre des Affaires étrangères Adolphe Thiers.
Après 1874, selon le rapport du général Raymond Adolphe Séré de Rivières, il sera renforcé d’une deuxième ligne de fortifications plus éloignée. Il servira aussi de prison pour quelques opposants au coup d'État du 2 décembre 1851.
Livré aux Prussiens en 1871, après leur départ, il sera brièvement occupé par les Fédérés. En 1940, durant l’Occupation, l’armée allemande s’y installe.
Après la Seconde Guerre mondiale, il perd son importance tactique mais conserve sa vocation militaire. Il abrite successivement des artilleurs, un bataillon d’infanterie de marine détaché de la garnison de Paris, et enfin depuis 1946, des transmetteurs.

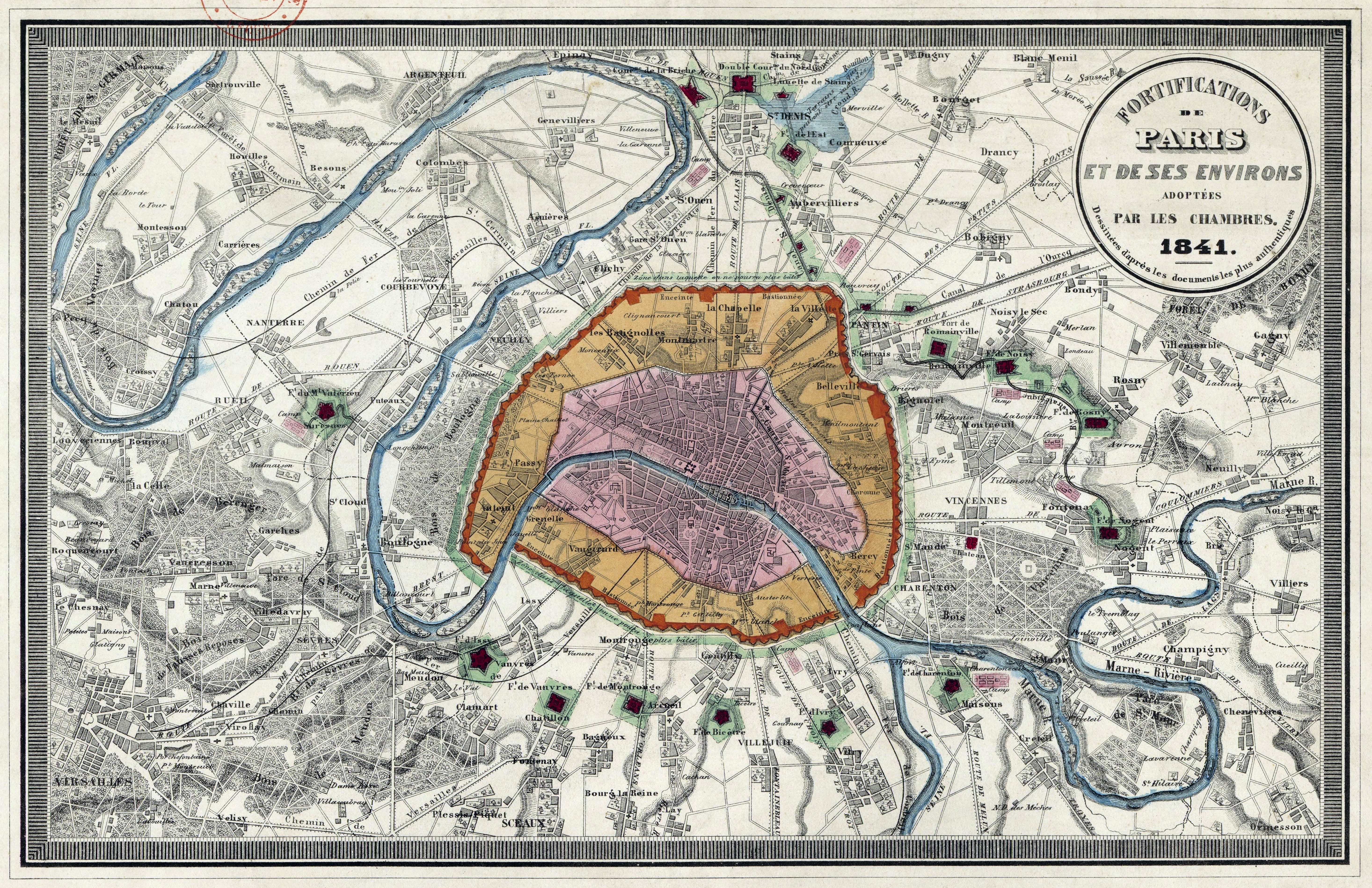
Le plan adopté par les chambres en 1841, le fort du bicetre au sud

## Emplacement
- Commune du Kremlin-Bicêtre, département du Val-de-Marne, région Île-de-France
- Coordonnées : 48° 48′ 23″ N, 2° 21′ 17″ E

### Accès
- Par la route, prendre l'impasse située face au numéro 30 de l'Avenue Charles Gide et continuer jusqu'à la fin de la route
- Par la ligne 7 du métro à la station Le Kremlin-Bicêtre.
- Par la ligne 14 du métro à la station Hôpital Bicêtre.

## Présentation
Sous le règne de Louis-Philippe Ier, Adolphe Thiers propose au Parlement de transformer Paris en place forte. Le principe retenu consiste à réaliser une enceinte fortifiée autour de la capitale en dehors du mur d’octroi.
Réalisé entre 1842 et 1846, l’ensemble se compose d’un rempart bastionné à la Vauban et de dix-sept ouvrages détachés appelés « forts de la première génération ». Il s’agit de la forteresse du Mont Valérien et des forts d’Issy, de Vanves, de Châtillon, de Montrouge, de Bicêtre, d’Ivry, de Nogent, de Rosny, de Noisy, de Charenton, de Romainville, d’Aubervilliers, de l’Est, de la double Couronne du Nord et des forts de la Briche et de Vincennes.
La mission principale des forts consiste à former une première ligne de défense afin de tenir l’ennemi à une distance suffisante de la capitale pour rendre impossible l’action des projectiles incendiaires. Le coût élevé de leur construction les laisse sous-équipés et leur équipement est prélevé sur la flotte impériale.
Le fort de Bicêtre, commandé par le capitaine de frégate Fournier, est armé de 86 pièces d’artillerie. Les galeries des anciennes carrières situées sous le fort sont aménagées et celles qui débouchent dans la campagne avoisinante sont fermées par des chicanes crénelées.
Comme tous les forts détachés, le fort de Bicêtre est composé d’un ensemble de murs d’enceinte, de bâtiments maçonnés et de talus de terre, le tout entouré de glacis.
D’une superficie de vingt trois hectares, le fort est de forme pentagonale à polygones réguliers, constitués par les murs d’escarpe et de contrescarpe espacés d’un fossé. À l’origine, des talus de terre complètent l’édifice en protégeant des tirs ennemis l’extérieur de ces murs, et servent intra-muros à la constitution de cavaliers destinés à l’artillerie et à l’infanterie de défense.
Le plan à cinq bastions est la solution élégante - d’autant plus qu’elle représente l’homme qui se défend - la plus proche du cercle et la moins coûteuse. Cette vision anthropomorphique est concrétisée par le bastion sud tourné vers l’ennemi représentant la tête, les deux bastions latéraux correspondant aux bras et les deux de chaque côté de la porte aux jambes (selon le dessin de l’italien Pietro Cateano dès 1554).

### Le fort, en détail

#### L'entrée du fort: la porte
L’entrée du fort comporte une porte flanquée de deux corps de garde. À l’origine, elle donne à l’extérieur du fort sur le fossé qu’un pont-levis de type Poncelet permet de traverser. Le système Poncelet permet à deux hommes de relever rapidement le tablier du pont et grâce à des contrepoids d’éviter que celui-ci vienne taper en fin de course sur la maçonnerie.
Sur le fronton extérieur, on peut lire « Fort de Bicêtre » et à l’intérieur, les dates 1842-1846, dates de la construction du fort. Actuellement il ne reste du pont-levis que le système de poulie et de contrepoids, le fossé a été rebouché.

#### Magasins à poudres
Installés dans les bastions de gorge et d’une superficie de 142 m2 chacun, ils sont prévus pour contenir environ cinquante tonnes de poudre noire. Edifices rectangulaires, aux murs en pierre meulière d’une épaisseur de plus de deux mètres, ils sont entourés d’une enceinte renforcée au niveau de la porte d’entrée. Ces mesures sont destinées à contenir l’effet de souffle en cas d’explosion.
L’intérieur comprend deux étages. Le rez-de-chaussée est couvert d’un plancher de bois et comprend en son axe central des poutres verticales surmontées de chapiteaux également en bois. Ces poutres supportent le plancher du premier étage. Deux trappes dans ce plancher permettent de monter les barils grâce à un système de poulies.
La poudre noire étant très instable, son stockage dans des barils de cinquante kilos nécessite un certain nombre de précautions. Ainsi, les madriers formant les planchers sont assemblés avec des chevilles en bois ou des clous en bronze afin d’éviter les étincelles lors d’un frottement accidentel avec un autre métal.
Le bâtiment n’a qu’une seule porte d’entrée et possède deux petites fenêtres diamétralement opposées, une série de lucarnes de chaque côté et deux chiens-assis sur le toit afin d’assurer une bonne ventilation de la poudre. Ces ouvertures servent également à l’éclairage de l’intérieur de l’édifice puisqu’il est très dangereux d’employer des lampes à pétrole. 
Un paratonnerre de huit mètres cinquante les surmonte afin de les préserver des effets de la foudre. Actuellement, les murs qui entouraient les poudrières et les chiens assis ont disparu. Le reste est encore parfaitement visible et sert de pièces de stockage.

#### Le pavillon des officiers et la caserne
Au XIXe siècle, il n’y a pas de bureaux pour l’état major d’un régiment, il n’y a qu’une chambre-bureau
pour les adjudants. Le chef de corps n’est présent que pour les exercices et le grand rapport.
Le pavillon des officiers est une construction jumelle de la caserne de l’autre côté de la place d’armes, il est réservé aux officiers « subalternes ». Ils sont une quarantaine à y loger, généralement en famille. À l’origine, on y trouve l’infirmerie. En 1859-60, à la suite des incessantes réclamations d'officiers mariés, une infirmerie est construite dans la cour fermée qui prolonge le bâtiment vers le Sud (n’existe plus actuellement). Ce bâtiment accueille aujourd’hui l’infirmerie, et divers services de la DIRISI.
La caserne est réservée à la troupe, on trouve l’inscription «Caserne A » sur sa face avant.
Le bâtiment, construit sur quatre étages, est prévu pour héberger environ sept cents hommes. Son toit
est une terrasse, moins sujette aux incendies que les poutres d’une charpente, et qui permet en cas de
nécessité de placer de la troupe en hauteur et servir ainsi de camp retranché.
Au rez-de-chaussée, on trouve les cuisines et les chambres pour les sous-officiers. Comme pour le pavillon des officiers, une cour fermée le prolonge sur le côté sud. En 1857-58, pour gagner de la place pour des
chambres sous-officiers et construire des cellules pour gradés, il est prévu de supprimer les cuisines
qui se trouvent dans le bâtiment et de construire une cuisine centrale et des magasins de stockage
dans cette cour. Aujourd’hui, il ne reste qu’un mur de celle-ci sur lequel s’appuie un bâtiment plus moderne.
Le sous-sol est entièrement occupé par une citerne à eau. Ce bâtiment est occupé actuellement par le général
directeur central et toutes les équipes de commandement de la DIRISI.

#### Les casemates
Au nombre de trente, elles sont réparties en deux groupes de quinze. Un groupe se trouve entre les
bastions 2 et 3, l’autre entre les bastions 3 et 4.
Elles sont longues de vingt mètres pour une largeur de six mètres, avec un plafond voûté recouvert de
terre. Sur leur face sud, on peut observer trois meurtrières qui permettent la défense rapprochée du fossé. Une plus grande ouverture (un évent) au-dessus des meurtrières permet l’évacuation des gaz toxiques
dus à la combustion de la poudre noire. Chaque casemate peut héberger et protéger des feux ennemis trente-huit soldats. Certaines d’entre elles servent de magasin du génie, de cellules pour les punis et l’une accueille le four à pain. Elles serviront de prison pour des opposants au régime en place (voir chapitre le fort dans l’histoire).
Actuellement, les casemates sont aménagées en bureaux, en salles informatiques et l’une d’entre elles en chapelle.

#### Les latrines
Situées derrière la caserne et le pavillon des officiers ; un système d’aqueduc permettait l’évacuation des
eaux usées vers les fossés en passant sous les courtines. Pour des raisons sanitaires (épidémies et
odeurs), les latrines étaient toujours construites à l’extérieur des bâtiments.
Il faudra attendre le début du XXe siècle pour les voir entrer dans les casernements.
L’accès aux latrines est actuellement bouché, on ne peut y accéder.

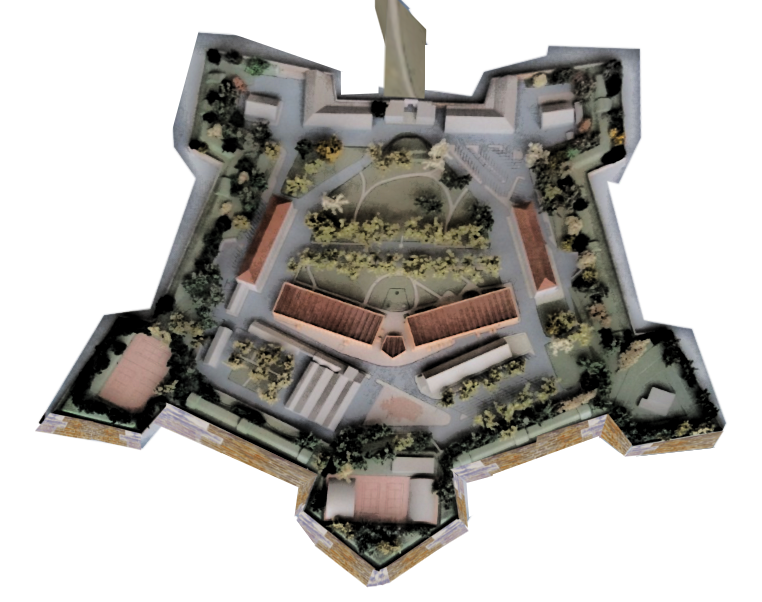

## Emploi et occupation du Fort

### De la construction à la Seconde Guerre mondiale
Le fort participe peu à l’Histoire pendant cette période.
Cependant, en 1851, il sert de prison pour les opposants au coup d’État de Louis Napoléon Bonaparte (coup d'État du 2 décembre). Certaines casemates sont transformées en geôle, avant que les prisonniers soient exécutés ou déportés.
Voici un inventaire rapide de la garnison du fort de Bicêtre à cette époque :
Les hommes
Avant la guerre de 1870, les effectifs en hommes et en chevaux de la garnison du fort, le placent à la
seconde position dans la hiérarchie de capacité d’accueil des forts de la chefferie du Sud :
| Fort      | Officiers | Hommes de troupe | Chevaux |
| --------- | --------- | ---------------- | ------- |
| Issy      | 18        | 694              | 6       |
| Vanves    | 39        | 496              | 5       |
| Montrouge | 28        | 575              | 5       |
| Ivry      | 32        | 1146             | 7       |
| Bicêtre   | 44        | 883              | 5       |

Un des chevaux est destiné à l’officier commandant le fort, les autres - des chevaux de trait - servent à monter et à descendre des courtines les pièces d’artillerie les plus lourdes. Ces dernières peuvent peser 1 200 kilos et certaines, dont l’affût est en bois, doivent être mises à l’abri des intempéries en temps de paix. Les chevaux peuvent servir de nourriture en cas de siège prolongé.
Certes il y a du monde dans les chambrées, mais pour l’époque les conditions de vie du soldat sont
plus enviables que celles de la majorité des Français. Chaque chambre possède une cheminée, les hommes disposent de latrines avec un système de tout-à-l’égout, ils sont suivis médicalement, et disposent de repas chauds quotidiens.
L’artillerie prévue est composée de vingt-neuf pièces d’armement de défense, vingt-neuf pièces d’armement de sûreté et quatorze pièces d’armement mixte (sûreté et défense).
Les canons sont en bronze. L’intérieur du fût est lisse et chargé de boulet et de poudre noire par la bouche. Les canons ne peuvent tirer qu’à vue, leur portée de tir est limitée.
L’infanterie dispose du célèbre fusil « chassepot », fusil à canon rayé de onze millimètres que l’on charge de cartouche papier à poudre noire. Sa portée est de quatre cents mètres. Il sera remplacé par le fusil Gras en 1874.
Pour diverses raisons, les forts ne reçoivent pas totalement leurs pièces d’artillerie, il faudra les armer encatastrophe en 1870.
Durant la guerre de 1870 contre les Prussiens, le fort de Bicêtre, comme tous les forts du sud, est violemment bombardé. À l’issue de 132 jours de siège de Paris, le gouvernement français capitule et les Prussiens prennent possession des forts. Celui de Bicêtre est occupé par le 6e corps prussien du 29 janvier au 20 mars 1871.
La livraison des canons à l’ennemi provoque la colère des Parisiens ; l’insurrection éclate le 18 mars 1871 et la Commune de Paris est proclamée. Dans un premier temps, les Fédérés conservent les positions prises par la Garde nationale lors du siège et s’installent dans les forts du sud dont celui de Bicêtre. Après la déroute des Fédérés, le massacre des communards commence : c’est la « semaine sanglante ». Ceux qui occupent encore le fort de Bicêtre l’évacuent dans la nuit du 24 au 25 mai. Deux communards kremlinois se sont illustrés durant ces combats. Le marchand de vins Joseph Limasset, garde du 150e bataillon, s’est battu à Vanves, à Issy et à Gentilly avant de rentrer, le 20 mai, participer à la défaite de la Bastille où il trouve la mort. Le capitaine Camille Desbarats, chef de la 4e compagnie du 239e bataillon, a tenu les forts de Bicêtre et d’Ivry avant d’aller se battre et mourir rue de Bagnolet.
En 1914, des troupes de marine, dont la section de commis et ouvriers militaires d’administration des troupes coloniales, sont stationnées dans le fort.
Pendant la Seconde Guerre mondiale, le fort est occupé par l’armée allemande. Il est un point stratégique pour contrôler la route de Fontainebleau. Les allemands construisent cinq petits ouvrages bétonnés (trois blockhaus, un hôpital souterrain et une cuve à ciel ouvert qui sert de réserve d’eau).
Les blockhaus, de petite taille et pouvant accueillir au maximum deux à trois soldats, servent principalement de poste d’observation. Pour l’un de ces petits ouvrages, les Allemands transforment un des abris de traverse du XIXe siècle en le prolongeant d’une casemate en béton.
L’hôpital souterrain comprend trois pièces pour une surface totale de 80 m2 et est enfoui sous deux mètres de terre et une dalle de béton d’un mètre d’épaisseur. L’une des pièces, dont les murs et le plafond sont recouverts de carreaux de faïence, sert de salle d’opérations.
La réserve d’eau qui se trouvait juste devant le mât des couleurs actuel a été rebouchée. Dans les années 1960, elle servira de piscine pour les soldats du fort.
Ces ouvrages existent toujours mais ne sont pas employés, leur état en rend la visite dangereuse. La piscine a été rebouchée à l'occasion des travaux effectués pour l'arrivée de la Direction Centrale des Transmissions.

### Depuis la Seconde Guerre mondiale
Depuis 1946, la vocation du fort de Bicêtre s’est quelque peu transformée. C’est à cette date que les Transmissions s’y installent ainsi que le 1er bataillon du 8e Régiment de Transmissions.
En 1949, arrive le service des munitions de l’ERGM de Versailles et de l’Etablissement Régional du Matériel des Transmissions qui sera intégré au service du matériel en 1967.
En 1968, l’Etablissement annexe du Matériel des Transmissions (EAMT) qui se trouve à cette date sur le Fort de Bicêtre devient le Centre Spécialisé des Transmissions Nord (CST Nord).
En 1969, le bataillon du 8RT fait place à la 2e Compagnie pour assurer le logement et l’alimentation des personnels des Centres de Transmissions de Paris.
Le fort accueillera en 1979 la Direction des Transmissions d’Infrastructure/Administration Centrale (le DTI/AC).
Après plusieurs déménagements sur le site du mont Valérien, le Centre de Contrôle des Fréquences (CCF/Nord) géré par le 8RT s’installe le 2 février 1983 au Fort de Bicêtre.
En 1984, la 3e Compagnie qui gère les Centres parisiens de transmissions s’installe sur le Fort mais elle ne restera que quelques années. Elle donnera naissance à la Compagnie de Quartier Général CQG et à la 2e compagnie en octobre 1990.
En 1991, le Centre National de Soutien des Transmissions implanté sur le Fort, devient le Centre de Soutien Spécialisé des Transmissions no 2 (CSST2).
En avril 1992, arrive la Direction Centrale des Transmissions (DCT) qui portera les noms DCTSI puis DCTEI, Direction Centrale des Télécommunications et de l’Informatique. Au même moment, s’installe l’Inspection des Transmissions qui sera restructurée en juillet 2000 à la suite de la création de l’Inspection de l’Armée de Terre. Les locaux seront repris par la DCTEI.
En 1991, le CSST1 de Suresnes s’associe au CSST2 du Fort de Bicêtre et au CSST3 de Toulouse pour devenir le Centre National de Soutien Spécialisé des Transmissions (CNSST). Les CSST1 et 2 rejoignent Orléans en 1995.
En 1996, arrivée du Centre d’Études et de Réalisation des Systèmes d’Information de l’Armée de Terre, Bureau Architecture Études (CERSIAT/BAE) qui a pour vocation de constituer, au profit de l’armée de terre, le moyen de la maîtrise technique de son informatique. Créé en 1992 et rattaché l’EMAT, le CERSIAT/BAE a été intégré à la DCTEI en septembre 1997.
Un an plus tard arrive la Mission SIFAT, Système d’Information des Formations de l’Armée de Terre, responsable de la maîtrise d’ouvrage du Système Automatisé des Formations (SAF).
En juillet 1999, le CERSIAT BDI/EM (Bureau Développement Informatique/État major) déménage de l’École Militaire pour rejoindre le Fort de Bicêtre et devient un des bureaux de la DCTEI.
Le 30 juin 2000, la Compagnie de Quartier Général (CQG) est dissoute et ses missions sont reprises à cette date par la 2e Compagnie.
Du 1er juillet 2000 jusqu'au 30 juin 2003, l’organisation de la vie au Fort de Bicêtre est assurée par le commandant de base extérieure qui appartient administrativement à la 2e compagnie.
Depuis toutes ces réorganisations, les structures du Fort de Bicêtre continuent d’évoluer pour s'adapter aux nouvelles technologies et aux besoins du commandement.
Depuis le 1er juillet 2003, le Groupement de Soutien Bicêtre, reprenant les missions du Corps de la DCTEI, est chargé du soutien de celle-ci et des organismes stationnés sur le fort. Il soutient aujourd’hui pour l’essentiel la Direction interarmées des réseaux d'infrastructure et des systèmes d'information (DIRISI) de la Défense.

## Visiter le Fort de Bicêtre
Du fait de son actuelle utilisation par le ministère des Armées le Fort de Bicêtre est fermé au public.